# A12高速公路
A12高速公路是法国的一条高速公路，全长8.5千米，于1950年建成通车。A12始于高柏丽，与A13高速公路相连，终于特拉普。A12高速公路是法国最早的高速公路之一。